# Etióp–eritreai háború
Az etióp–eritreai háború az Afrika szarván kirobbant háborús konfliktusok egyike, mely 1998 májusa és 2000 júniusa között zajlott Etiópia és Eritrea között. A háborút a világ legszegényebb országai közé tartozó Etiópia és Eritrea vívta, mely több százmillió dollár veszteséget és több tízezer emberéletet követelt, miközben csak minimális és értéktelen területi változásokat eredményezett.

## Előzmények
Eritrea 1961 és 1991 között hosszú harcot vívott függetlenségéért Etiópiával, mely az 1993-as népszavazással és békés különválással végződött. A két független ország valuta- és kereskedelmi ügyekben (pl. az ertireai kikötők használata), valamint néhány kisebb terület (Badme, Tsorona-Zalambessa és Bure) hovatartozását illetően továbbra is vitában állt, arról nem is beszélve, hogy a gyenge és fejletlen eritreai gazdaság is még napjainkban is Etiópiára van utalva. A két ország bizottságot állított fel a határ pontos megállapítására, de a Badme körüli területek továbbra is vitatottak maradtak, mivel a határt szabályozó 1902-es olasz-etióp egyezmény két folyó közti egyenes vonallal kettévágta a területet.

## A harcok menete
1998 május 6-án eritreai katonák hatoltak be az etióp igazgatás alatt álló badmei területre, ahol tűzharcba keveredtek a helyi milíciával és a biztonsági erőkkel. Május 13-án Etiópia az Eritrea elleni támadásra mozgósította csapatait, és az ENSZ Biztonsági Tanácsához fordult.
A harcok négy héten keresztül egyre nagyobb területe és egyre intenzívebben zajlottak, mindkét fél tüzérség és tankok bevetésével fokozta erőfeszítéseit. A szárazföldi csapatok három fronton harcoltak, ám hamarosan a légierő bevetésére is sor került: az etiópok Aszmara repülőterét bombázták le, amire az eritreaiak Mek’ele város elleni légitámadással válaszoltak. Mindkét hadművelet számos civil áldozatot is követelt. 
Ezután mindkét fél több százmillió dollárt költött újabb hadifelszerelésre (pl. Eritrea orosz MiG–29-eseket és grúz Szu–25-ösöket, Etiópia pedig orosz Szu–27-eseket vásárolt) nagy létszámú hadsereget mozgósított, melyek a két ország határa mentén lövészárkokkal erősítették meg állásaikat. A jóval kisebb népességű Eritrea hadseregének közel negyedét nők alkották, mivel az országban a nők is sorkötelesek, sőt gyakran erőszakkal sorozzák be őket.
Eközben már megkezdődött a béketárgyalások előkészítése az Afrikai Egységszervezet irányításával az USA/Ruanda terv alapján, de a harcok előtti területre való visszavonulást Eritrea nem fogadta el, hanem valamennyi vitatott terület demilitarizálását és semleges megfigyelőket követelt.
1999 február 6-án Etiópia a légicsapások felfüggesztésének megsértésével, Adigrat bombázásával vádolta Eritreát, ám ezt később visszavonták, mikor kiderült, hogy a légitámadás nem történt meg. A béketárgyalásokkal szembeni eritreai ellenkezés után Etiópia 1999 február 22-én megindította a Napnyugta Hadműveletet, melynek célja Badme visszafoglalása volt. 
Az etióp Samora Yunis tábornok szerint: "az eritreaiak jók abban, hogy lövészárkokat ássanak, és mi jók vagyunk abban, hogy ezekből sírokat csináljunk. Ezt ők is tudják. Nagyon jól ismerjük egymást."
Az etióp csapatok áttörték a megerősített eritreai állásokat és 10 km mélyen benyomultak a frontvonal mögé. Február 22-én Eritrea elfogadta az Afrikai Egységszervezet békejavaslatát, ám Etiópia nem állította le azonnal a hadműveletet, csak amikor az eritreaiak a kezdeti állásaikba vonultak vissza.
Májusban az etiópok a tsoronai fronton, Velessánál próbáltak áttörni Aszmara felé, ám az eritreai hadsereg nagy veszteséget okozva megállította őket. A harcok júniusban újra a lövészárkokban folytatódtak.
2000 májusában egy újabb etióp támadás áttörte az eritreai vonalakat Shambuko és Mendefere közelében, majd a Mareb folyón átkelve elvágta a nyugati fronton harcoló eritreai hadsereg utánpótlási útvonalát. Az eritreaiak ekkor több vitatott területről (pl. Zalambessa) visszavonultak), és bejelentették valamennyi elfoglalt terület kiürítését és a béketárgyalások felújításának szándékát. Ekkor Eritrea területének kb. negyede állt etióp megszállás alatt és ezekről a területekről kb 650 000 ember menekült el. 2000. május 25-én Etiópia bejelentette, hogy a háború véget ért.

## Veszteségek
Az eritreai források 19.000 főre teszik saját veszteségüket, ám a legtöbb beszámoló szerint mindkét fél kb. 70.000 embert veszített a harcokban. Etiópia 77.000 eritreai származású utasított ki az országból, akik eritreai menekülttáborokba kerültek. Eritreában 7500 etiópot internáltak és további ezreket deportáltak.

## Következmények
A béketárgyalások eredményeképp 2000. június 18-án kötötték meg az algíri egyezményt, melyben egy 25 km széles átmeneti biztonsági zónát hoztak létre a két ország között eritreai területen, amit az ENSZ 60 országból származó békefenntartói (Egyesült Nemzetek Etiópiai és Eritreai Missziója) felügyeltek. A két kormány képviselői 2000. december 12-én írták alá az egyezményt. Ennek értelmében a hágai Nemzetközi Bírósággal együttműködve 2002. április 13-án létrehozták az Eritrea-Etiópia Határbizottságot, mely a vitatott területekből mindkét országnak juttatott, de a nagyobbik terület és Badme városa Eritreáé lett. Ezzel a döntéssel sem Etiópia sem Eritrea nem értett egyet.
2005-2006-ban a háború kiújulásának veszélye fenyegetett, amikor mindkét ország ismét mozgósította és a határra irányította csapatait.
2005 decemberében Eritrea felszólította az ENSZ nyugati országokból származó békefenntartóit, hogy 10 napon belül hagyják el az országot, és repülési tilalmat rendelt el a helikopterek számára.
Etiópia szintén 2005 decemberében jelentette be, hogy a béke érdekében visszavonja csapatai egy részét az eritreai határról, pár nap múlva pedig az ENSZ is megkezdte  békefenntartók egy részének kivonását. 2006 novemberében mindkét ország bojkottálta a Határbizottság hágai ülésén való részvételt. A harcok kiújulásának esélye 2007 novemberében is megnőtt, ám azok a békefenntartók 2008 áprilisi kivonása után sem törtek ki újra (de Eritrea és Dzsibuti határán 2008 júniusban igen, lásd Dzsibuti–eritreai határháború),
A hágai Nemzetközi Bíróság 2005. december 21-ei döntése értelmében 1998-ban Eritrea szegte meg a nemzetközi jogot, azzal, hogy csapatokat küldött a vitatott területre, majd etióp igazgatás alatt álló területekre is. Így Eritreát tette meg a háború kirobbanásának felelősévé.

## Fordítás
Ez a szócikk részben vagy egészben  az   Eritrean-Ethiopian War című angol Wikipédia-szócikk ezen változatának fordításán alapul.  Az eredeti cikk szerkesztőit annak laptörténete sorolja fel. Ez a jelzés csupán a megfogalmazás eredetét és a szerzői jogokat jelzi, nem szolgál a cikkben szereplő információk forrásmegjelöléseként.